# ميشيل ماير
ميشيل ماير (بالفرنسية: Michel Meyer)‏ هو راكب الكنو فرنسي، ولد في 3 ديسمبر 1936.

## وصلات خارجية
- ميشيل ماير على موقع أوليمبيديا (الإنجليزية)